# 마쓰모토 게이스케
마쓰모토 게이스케(일본어: 松本 圭介, 1988년 6월 17일 ~ )는 일본의 전 축구 선수이다.

## 구단 경력
MIO 비와코 시가, 그루자 모리오카에서 활동하였다.